# Змова Зринських — Франкопана

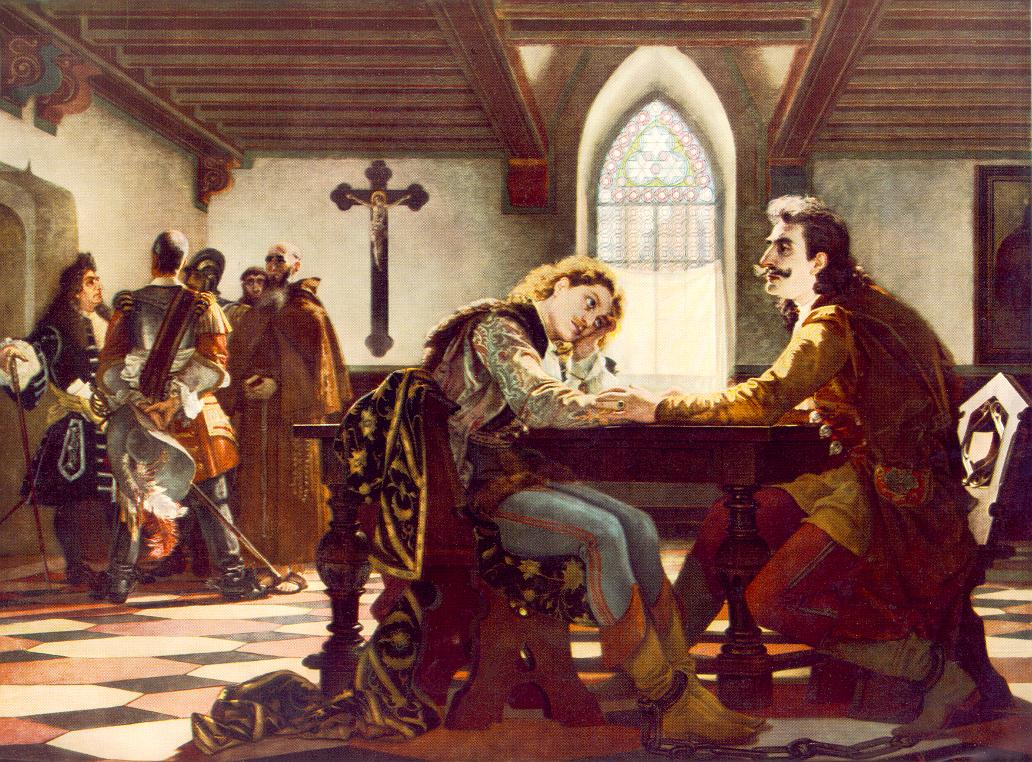
Фран Крсто Франкопан і Петар Зринський

Змова Зринських-Франкопана, Змова магнатів — змова хорватської знаті проти Габсбургів в XVII столітті. Була викликана різким невдоволенням угорських та хорватських дворян політикою імператора Леопольда I, який після перемоги у війні з турками відмовився вести війну за визволення історичних угорських та хорватських земель і уклав у 1664 році з Османською імперією Вашварський мир, який був розцінений знаттю як ганебний. Змова була погано зорганізована, змовники не мали чіткої програми дій, що призвело до її краху. Лідери змови Петар Зринський і Фран Крсто Франкопан були страчені, подальші репресії призвели до різкого ослаблення могутності хорватських дворянських родів, в першу чергу Зринських і Франкопанів.

## Передісторія
Вирішальним боєм Австро-турецької війни 1663-1664 років стала битва під Сентготтхардом, яка була виграна австрійцями за підтримки армій інших європейських держав. Вже через кілька днів після битви 10 серпня 1664 року був підписаний Вашварський мир, за умовами якого Османська імперія навіть отримувала назад частину щойно звільнених хорватських і угорських земель. Договір визнавав верховну владу султана над Трансільванією та Уйваром, хоча і зобов'язував турків вивести із Трансільванії війська. Хорватський замок Нові-Зрін, родове помістя магнатів Зринських був зруйнований і не підлягав відновленню. Причиною таких умов було небажання імператора Леопольда I глибоко ув'язати у конфлікти з турками, тоді як головною метою його зовнішньої політики була боротьба за гегемонію в Європі з французьким королем Людовиком XIV. Договір викликав глибоке обурення у хорватських та угорських дворян, один з головних героїв війни, що закінчилась, бан Хорватії Нікола Зринський протестував при віденському дворі проти ганебного миру, але його протести були проігноровані.

## Підготовка

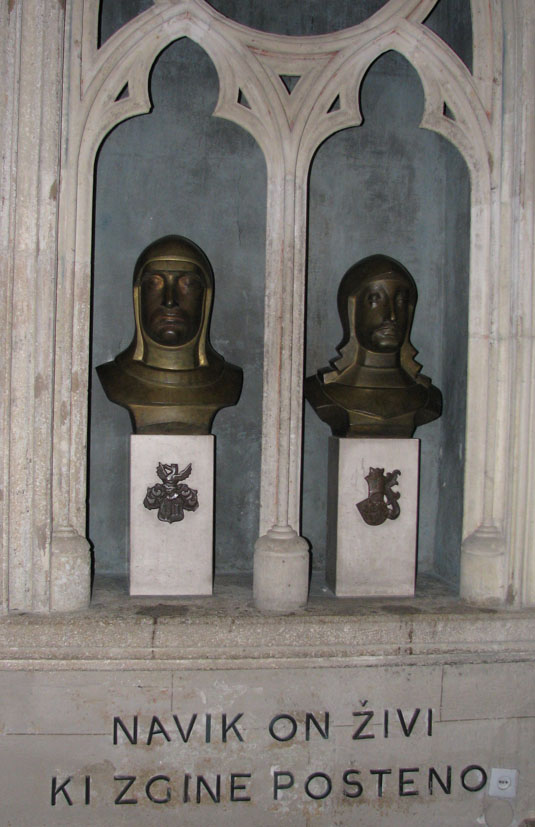
Погруддя Зринського та Франкопана в Загребському соборі, де вони захоронені

Зневіра у політиці Відня була настільки великою, що Нікола Зринський, який усе життя демонстрував повну відданість Габсбургам, почав підготовку заколоту. Він планував створити об'єднану армію з вірних йому угорських, хорватських і трансільванських частин і військовим шляхом домогтися відділення Угорщини та Хорватії від Австрії. Однак 18 листопада 1664 року Нікола Зринський загинув на полюванні. Підготовку змови очолив у Хорватії його брат Петар Зринський, який став баном після смерті брата, та Фран Крсто Франкопан, а в Угорщині Ференц Вешшелені.
У змовників була відсутня чітка політична програма, за винятком ясного усвідомлення, що для успіху заколоту необхідною буде іноземна допомога, головні сподівання при цьому покладалися на Францію. Невідомо також, яким вони вбачали майбутній політичний устрій хорватських земель: союз з Угорщиною, незалежне королівство або якийсь інший варіант.
Надії на французького короля не виправдалися — він, попри зацікавленість у ослабленні Габсбургів, поводив себе вкрай обережно. Переговори з Венецією та іншими іноземними державами також ні до чого не призвели. Наприкінці 1660-х років в угорських магнатів-змовників ставала все популярнішою ідея союзу з турками. Петар Зринський, який цьому спочатку опирався, змушений був від безвиході пристати на такий варіант. У 1669 році представники змовників були прийняті турецьким султаном. За планом, Угорщина і Хорватія повинні були перейти під заступництво султана і платити йому данину, у відповідь на що султан гарантував би свободи і конституцію. Плани стали відомі австрійцям, імовірно, витік інформації стався від великого візира, який був налаштований проти цієї оборудки.
У 1670 році змовники нарешті здійснили спробу повстання. Намагаючись залучити на свій бік нижчі верстви місцевого населення, змовники оголосили про те, що всім селянам, що примкнули до повстання, буде даровано особисту свободу. У березні 1670 року Ф. К. Франкопан закликав у Загребі містян до повстання. Однак повстання не було підтримано ані в міському, ані в селянському середовищі, Зринські та Франкопани були не надто популярні у народних масах, а їх цілі залишились не до кінця зрозумілими. Крім того, змову засудив впливовий загребський церковний капітул.

## Крах змови

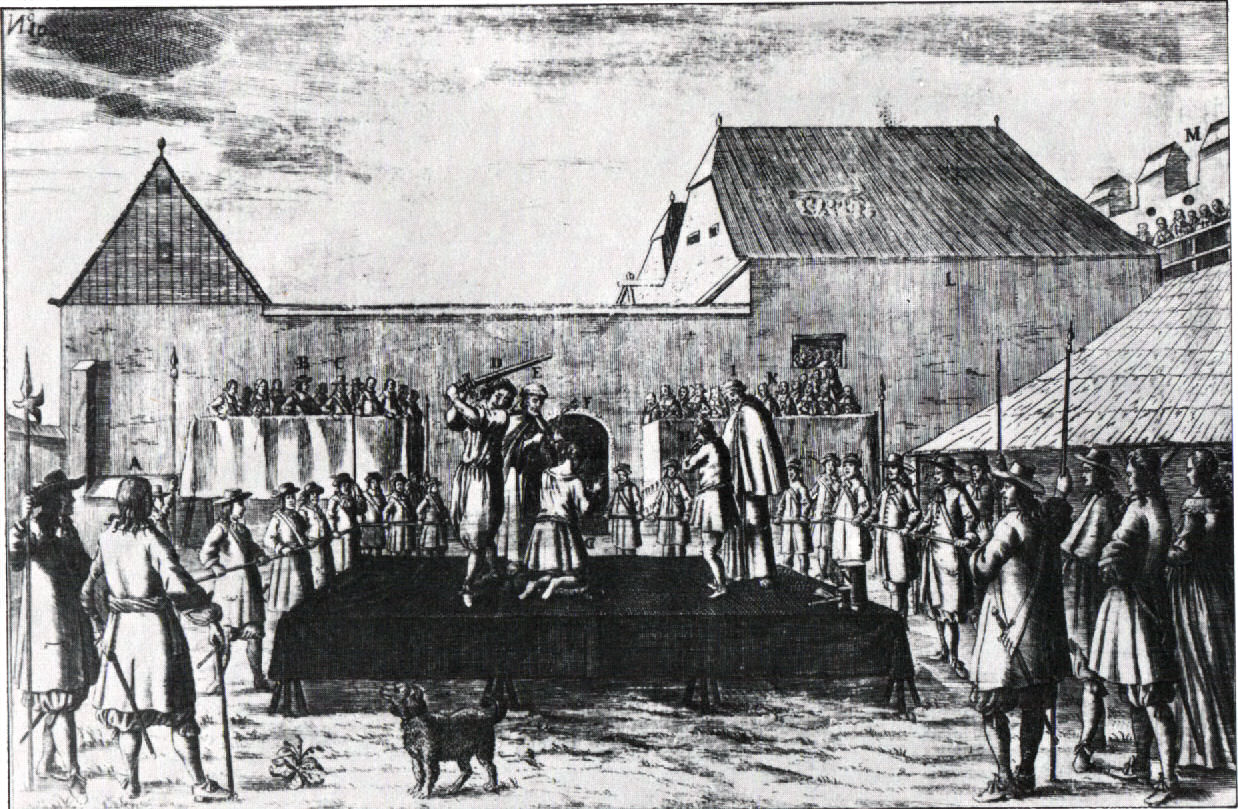
Страта Франкопана і Зринського

Після того, як  допомоги від Туреччини отримано не було, а хорвати у переважній більшості заколот не підтримали, Зринський і Франкопан, розуміючи що змова провалився, прибули до Відня, щоб добровільно постати перед судом. Обидвох ув'язнили, і після тривалого процесу у справі про державну зраду обом було винесено смертний вирок. Зринський і Франкопан були страчені — їм відрубали голови 30 квітня 1671 року у Вінер-Нойштадті (Австрія). Загалом у справі про змову було заарештовано близько 2 тисяч осіб, переважно дворян.
Переслідувань зазнали і члени родин змовників, в першу чергу представники родів і родичі Зринських і Франкопанів. Катарина Зринська, зведена сестра Франа Крста Франкопана і дружина Петара Зринського була запроторена до монастиря, де й померла. У в'язниці помер і син Петара Зринського. Переслідування спричинили різке ослаблення хорватських магнатських родин, а також швидке вгасання родів Зринських і Франкопанів.

## Джерело та література
- Фрейдзон, В. И. История Хорватии. Краткий очерк с древнейших времён до образования республики. — Санкт-Петербург : Алетейя, 2001. — С. 63-65. — ISBN 5-89329-384-3. (рос.)
- «Антигабсбургская оппозиция в Хорватии. Заговор Зринских—Франкопана» //Московский Государственный Университет имени М. В. Ломоносова. Исторический факультет. Курс «История южных и западных славян». Т.1. (рос.)